# Guvernul Ion I.C. Brătianu (2)
Guvernul Ion I.C. Brătianu (2) a fost un consiliu de miniștri care a guvernat România în perioada 4 martie 1909 - 28 decembrie 1910.
Acest guvern era aproape identic cu cel anterior din punct de vedere al componenței, singura înlocuire fiind cea a generalului Averescu de la Ministerul de Război.

## Componența
- Președintele Consiliului de Miniștri

Ion I.C. Brătianu (4 martie 1909 - 28 decembrie 1910)
- Ministrul de interne

Ion I.C. Brătianu (4 martie - 15 decembrie 1909)
Mihail Pherekyde (15 decembrie 1909 - 16 februarie 1910)
Ion I.C. Brătianu (16 februarie - 28 decembrie 1910)
- Ministrul de externe

ad-int. Ion I.C. Brătianu (4 martie - 1 noiembrie 1909)
Alexandru Djuvara (1 noiembrie 1909 - 28 decembrie 1910)
- Ministrul finanțelor

Emil Costinescu (4 martie 1909 - 15 decembrie 1910)
- Ministrul justiției

Toma Stelian (4 martie 1909 - 28 decembrie 1910)
- Ministrul cultelor și instrucțiunii publice

Spiru Haret (4 martie 1909 - 28 decembrie 1910)
- Ministrul de război

ad-int. Toma Stelian (4 martie - 1 noiembrie 1909)
General Grigore Crăiniceanu (1 noiembrie 1909 - 28 decembrie 1910)
- Ministrul lucrărilor publice

Vasile G. Morțun (4 martie 1909 - 28 decembrie 1910)
- Ministrul industriei și comerțului

Alexandru Djuvara (4 martie - 1 noiembrie 1909)
Mihail G. Orleanu (1 noiembrie 1909 - 28 decembrie 1910)
- Ministrul agriculturii și domeniilor

Anton Carp (4 martie - 1 noiembrie 1909)
Alexandru Constantinescu (1 noiembrie 1909 - 28 decembrie 1910)

## Sursa
- Stelian Neagoe - "Istoria guvernelor României de la începuturi - 1859 până în zilele noastre - 1995" (Ed. Machiavelli, București, 1995)

| Precedat(ă) de: Guvernul Ion I.C. Brătianu (1) | Guvernul Ion I.C. Brătianu (2) 4 martie 1909 - 28 decembrie 1910 | Succedat(ă) de: Guvernul Petre P. Carp (2) |